# Pamphilius zinovjevi
Pamphilius zinovjevi  (лат.) — вид паутинных пилильщиков из семейства Pamphiliidae, получивший своё название в честь советского энтомолога А. Г. Зиновьева.

## Распространение
Дальний Восток России (Амурская область и Приморский край) и Япония.

## Описание
Голова, в основном, чёрная, верхняя её часть гладкая, не пунктированная. Скапус усика чёрный. На брюшке оранжевых пятен нет. На переднем бедре расположено чёрное пятно.